# Лаукжемис, Каролис
Ка́ролис Ла́укжемис (лит. Karolis Laukžemis; род. 11 марта 1992, Паланга) — литовский футболист, нападающий литовского клуба «Банга» и сборной Литвы.

## Клубная карьера
Воспитанник футбольного клуба «Атлантас» из Клайпеды. В 2008 году попал в основной состав и провёл 6 сезонов в чемпионате Литвы, сыграв 62 матча и забив 5 голов.
1 февраля 2015 года подписал контракт с клубом «Гранитас» из той же Клайпеды. Отыграл половину сезона, после чего был вынужден искать новую команду из-за финансовых проблем клуба. В итоге он перешёл в один из лидеров чемпионата — клуб «Судува» из Мариямполе. Сезон 2015/16 сложился для Каролиса не очень удачно, так как он сумел забить только 3 мяча в 32 матчах. В следующем сезоне его отправили в аренду в латвийскую «Елгаву». Вернувшись из Латвии, Лаукжемис выдал лучший сезон в карьере, забив 18 мячей в 39 матчах и выиграв с клубом чемпионат и Суперкубок Литвы.
27 июля 2018 года Каролис подписал контракт с хорватским клубом «Истра 1961». Получил серьёзную травму, после которой восстанавливался несколько месяцев. 29 января 2020 года было объявлено об аренде нападающего в словенский клуб «Табор» до конца сезона 2019/20. 26 октября 2020 года перешёл в мальтийский клуб «Хибернианс».

### В сборной
24 марта 2018 года дебютировал за национальную сборную Литвы в товарищеском матче с Грузией, заменив на 72 минуте Дарвидаса Шярнаса. Первый гол за сборную забил 5 июня 2018 года в матче Кубка Балтии против Латвии, чем помог команде избежать поражения.
Голы Каролиса Лаукжемиса за сборную Литвы
| N  | Дата            | Место                       | Соперник | Гол | Результат | Соревнование                 |
| -- | --------------- | --------------------------- | -------- | --- | --------- | ---------------------------- |
| 1. | 5 июня 2018     | LFF Stadium, Вильнюс, Литва | Латвия   | 1:1 | 1:1       | Кубок Балтии по футболу 2018 |
| 2. | 11 октября 2020 | LFF Stadium, Вильнюс, Литва | Беларусь | 2:2 | 2:2       | Лига наций УЕФА 2020/2021    |

## Достижения
«Судава»
- Чемпион Литвы: 2017
- Обладатель Суперкубка Литвы: 2018